# Дронго гвінейський
Дронго гвінейський (Dicrurus atactus) — вид горобцеподібних птахів родини дронгових (Dicruridae). До 2018 року вважався підвидом Dicrurus modestus.

## Поширення
Вид поширений в Західній Африці від Сьєрра-Леоне до Нігерії, та на острові Біоко.